# Lindera queenslandica
Lindera queenslandica är en lagerväxtart som beskrevs av B.P.M. Hyland. Lindera queenslandica ingår i släktet Lindera och familjen lagerväxter. Inga underarter finns listade i Catalogue of Life.